# Constantí Sotelo i Paradela
Constantí Sotelo i Paradela (Ourense, Galícia, 1939) és pedagog musical, mestre de cor i compositor.
Des dels 10 anys ha viscut a Catalunya. Va estudiar filosofia i teologia i música al Conservatori Superior de Música de Barcelona. Es va ordenar als 27 anys i va exercir durant 12 anys, la major part a Balaguer, a la Noguera. Era el vicari del rector, l'organista de l'església i professor a l'escola. Va deixar el sacerdoci per casar-se amb l'Antonieta, amb qui ha tingut dos fills.
A més de professor de música, és fundador de la Coral Canticòrum, promotor dels concerts de cambra de la Guineueta i director de la Banda Simfònica Roquetes de Nou Barris. El seu entusiasme per la docència el va portar a aconseguir, a través d'una associació de professors de música que ell presidia, que el ministeri acceptés incloure la formació musical als instituts. També és l'iniciador i coordinador artístic de les Trobades Corals d'Educació Secundària de Catalunya. L'any 2000, i per a aquest acte, va compondre el Cant per a la Trobada de Corals d'Ensenyament Secundari de Catalunya.

## Guardons
- Premi Marta Mata (2008), atorgat per la Conselleria d'Educació de la Generalitat de Catalunya[4]
- Medalla d'Honor de Barcelona (2008), atorgada per l'Ajuntament de Barcelona[5]
- Premi d'Educació Musical, atorgat per l'Associació d'Ensenyants de Música de Catalunya (AEMCAT) 2012[6]